# Mimauxa puncticollis
Mimauxa puncticollis là một loài bọ cánh cứng trong họ Cerambycidae.